# Physcia clementei
Physcia clementei är en lavart som först beskrevs av James Edward Smith och som fick sitt nu gällande namn av Bernt Arne Lynge. 
Physcia clementei ingår i släktet Physcia och familjen Physciaceae. Inga underarter finns listade i Catalogue of Life.